# Brahhingas
Les Brahhingas ou Brahingas sont un peuple anglo-saxon dont le territoire s'étend sur une partie du comté moderne du Hertfordshire, autour de la ville de Braughing. Avec les Wæclingas et les Hicce, ils sont l'un des principaux peuples anglo-saxons du Hertfordshire. Leur nom signifie « le peuple de Brahha », en référence à un chef tribal ou à un ancêtre réél ou mythique.
La première mention des Brahhingas est une charte datant des années 830 ou 840, qui enregistre une donation de l'évêque de Londres Ceolberht à Sigeric, un vassal du roi Wiglaf de Mercie. Leur territoire s'étend vraisemblablement sur les vallées de la Quin (en) et de la Rib (en), sur les paroisses ultérieures de Reed, Barkway, Barley, Nuthampstead, Buckland, Wyddial, Anstey, Throcking, Aspenden, Layston (en), Great Hormead, Little Hormead, Westmill et Standon. Cette région, d'abord située dans l'aire d'influence des Saxons du Milieu, tombe très tôt sous la coupe du Saxons de l'Est. Même après la création du comté du Hertfordshire, elle reste rattachée à l'archidiaconé du Middlesex (en).
Le territoire des Brahhingas présente une continuité marquée avec la période pré-saxonne. La résidence royale anglo-saxonne est située juste au nord de la ville romaine de Braughing (en) et à proximité d'un oppidum de l'âge du fer. Il est possible que le territoire des Brahhingas corresponde à un pagus des Catuvellauni de l'époque romaine.